# Chi Bứa
Chi Bứa (danh pháp khoa học: Garcinia) là một chi thực vật trong họ Bứa (Clusiaceae) có nguồn gốc ở châu Á, Úc, vùng nhiệt đới và miền nam châu Phi và Polynesia. Chi này có khoảng 400 loài cây thân gỗ hay cây bụi thường xanh, hoa khác gốc và một vài loài có thể sinh sản vô tính.
Tên gọi Garcinia lấy theo tên của nhà thực vật học Laurent Garcin (1683–1751), người đã sưu tập các mẫu cây cỏ và sống tại Ấn Độ vào thế kỷ 18.

## Một số loài
- Garcinia atroviridis
- Garcinia bonii - bứa bon
- Garcinia bracteata - đằng hoàng đài hoa lớn
- Garcinia cambodgiensis - nụ
- Garcinia celebica L.: (đồng nghĩa: Garcinia benthami)
- Garcinia cowa - tai chua, dọc
- Garcinia dulcis: (đồng nghĩa: Garcinia elliptica, Garcinia longifolia)
- Garcinia esculenta
- Garcinia fagraeoides - trai (trai lý, rươi)
- Garcinia forbesii - kandis
- Garcinia fusca - bứa sơn vé
- Garcinia gummi-gutta (đồng nghĩa: Cambogia gummi-guta, Cambogia gutta, Cambogia gutta, G. cambogia, G. cochinchinensis, Mangostana cambogia) - cỏ đuôi lươn
- Garcinia hanburyi
- Garcinia hessii
- Garcinia indica (đồng nghĩa: Brindonia indica)
- Garcinia intermedia
- Garcinia kola - côla đắng
- Garcinia kwangsiensis
- Garcinia lancilimba
- Garcinia lateriflora
- Garcinia linii
- Garcinia livingstonei
- Garcinia loureiroi - bứa nhà
- Garcinia lucida
- Garcinia madruno (đồng nghĩa: Calophyllum madruno, Rheedia acuminata, Rheedia madruno, Verticillaria acuminata)
- Garcinia mangostana (đồng nghĩa Mangostana garcinia) - măng cụt
- Garcinia merguensis - bứa lửa, sơn vé
- Garcinia morella (đồng nghĩa: Garcinia gutta, Mangostana more)
- Garcinia multiflora - dọc
- Garcinia myrtifolia
- Garcinia nujiangensis
- Garcinia oblongifolia - bứa lá thuôn, sơn trúc tử Lĩnh Nam
- Garcinia oligantha - sơn trúc tử hoa đơn
- Garcinia oliveri - bứa núi
- Garcinia paucinervis - trai lý
- Garcinia pedunculata - bứa cọng, đằng hoàng quả to
- Garcinia phuongmaiensis[5]
- Garcinia portoricensis
- Garcinia prainiana
- Garcinia rubrisepala - đằng hoàng đài hoa đỏ
- Garnicia schefferi - bứa, đằng hoàng Việt Nam
- Garcinia schombucgkiana
- Garcinia subelliptica
- Garcinia subfalcata - đằng hoàng lá nhọn
- Garcinia tetralata - đằng hoàng hai hạt
- Garcinia xanthochymus (đồng nghĩa: Garcinia pictoria, Garcinia tinctoria) - đằng hoàng lá to
- Garcinia xipshuanbannaensis - đằng hoàng Bản Nạp
- Garcinia yunnanensis - đằng hoàng Vân Nam

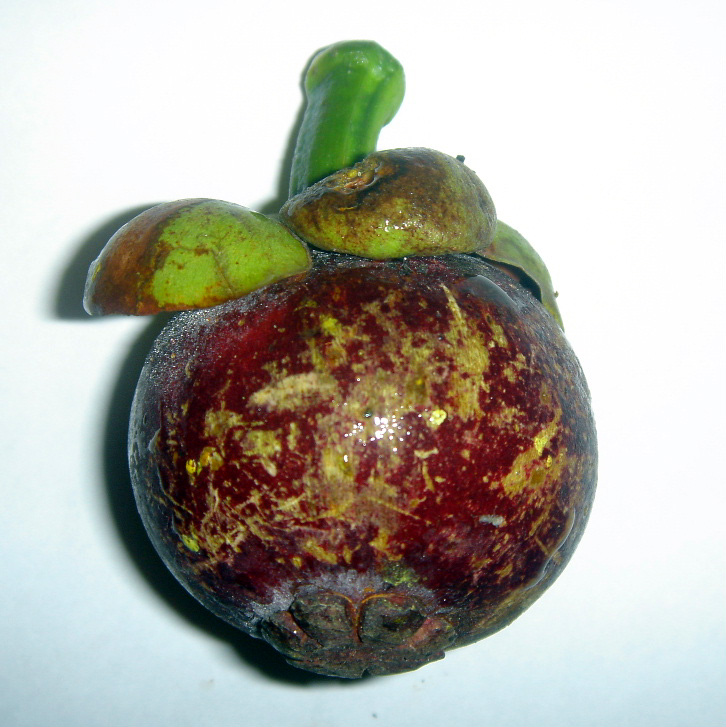
Quả măng cụt (Garcinia mangostana)

## Sử dụng
Nhiều loài cây trong chi Garcinia có quả ăn được, chủ yếu mang tính địa phương và đôi khi người ta thậm chí không biết đến chúng mặc dù chỉ cách nhau vài trăm kilômét. Được biết đến nhiều nhất là loài măng cụt (G. mangostana), hiện nay được trồng khắp khu vực Đông Nam Á và các quốc gia nhiệt đới khác sau khi được đưa vào trong thời gian gần đây. Ít được biết đến hơn măng cụt là Kandis (G. forbesii) với quả tròn nhỏ màu đỏ và vị hơi chua. Các loài nhiệt đới trong chi Garcinia được biết đến vì nhựa màu vàng ánh nâu của chúng (xanthon), được sử dụng như là các thuốc nhuộm cũng như thuốc xổ hoặc thuốc tẩy nhẹ.
Các chất chiết ra từ quả của loài Garcinia kola được cho là có tính năng kiềm chế hoạt động và sinh sản của virus Ebola trong các thử nghiệm trong phòng thí nghiệm.
Thành phần trong Garcinia Cambogia là Hydroxycitric Acid (HCA) có khả năng giảm cân bằng cách chuyển hóa lượng mỡ trong cơ thể thành năng lương. Đồng thời, HCA giúp cơ thể giảm cảm giác thèm ăn, giảm stress và giúp người dùng ngủ ngon

## Đồng nghĩa
Các tên gọi sau đây có thể coi là các từ đồng nghĩa của Garcinia:
- Brindonia Thouars
- Cambogia L.
- Clusianthemum Vieill.
- Mangostana Gaertn.
- Oxycarpus Lour.
- Pentaphalangium Warb.
- Rheedia L.
- Septogarcinia Kosterm.
- Tripetalum K.Schum.
- Tsimatimia Jum. & H.Perrier
- Verticillaria Ruiz & Pav.
- Xanthochymus Roxb.